# Sotsdiaca
El sotsdiaca és un eclesiàstic per sota del diaca que ha rebut el sotsdiaconat. La seva funció principal és llegir durant la missa i purificar les relíquies sagrades. Va ser suprimit el 1972 per Pau VI.
El subdiaconat (o hipodiaconat) existeix especialment a les Esglésies ortodoxa i catòlica de ritu oriental, que no el consideren com un ordre major.